# Isoperla auberti
Isoperla auberti is een steenvlieg uit de familie Perlodidae. De wetenschappelijke naam van de soort is voor het eerst geldig gepubliceerd in 1968 door Raušer.